# Cyanodontia
Cyanodontia is een geslacht van schimmels uit de orde Polyporales. De typesoort is Crustoderma dryinum. De familie is nog niet met zekerheid bepaald (incertae sedis).